# Pamela Granskog
Pamela Granskog (geboren in Karleby) ist eine finnlandschwedische Pädagogin und Schriftstellerin.

## Leben und Wirken
Pamela Granskog ist in Karleby (finnisch Kokkola) in Österbotten geboren und aufgewachsen. Sie studierte Skandinavistik (Nordiska språk) an der Universität Helsinki und machte einen Lehramtsabschluss als Schwedischlehrerin (modersmålslärare). Ihre Masterarbeit (1996) behandelt die Bildsprache (Fotografie) in Leitartikeln der schwedischsprachigen Zeitung Vasabladet.
Nach dem Studium arbeitete sie als Lehrerin im Fach Schwedisch als Muttersprache in Helsingfors (finnisch Helsinki), bevor sie Vizerektorin von Arbis (Svenska arbetarinstitutet) wurde, einer schwedischsprachigen Volkshochschule in der Hauptstadt. Heute arbeitet sie als Spezialistin für das Schulfach Schwedisch (undervisningsråd i modersmål och litteratur) beim staatlichen Amt für Bildung (Utbildningsstyrelsen).
Granskog debütierte 2019 als Schriftstellerin mit einem Buch über Altersdemenz. Als Pädagogin und Spezialistin für die schwedisch- und mehrsprachige Ausbildung in Finnland tritt sie regelmäßig in Hufvudstadsbladet sowie im Yleisradio und anderen schwedisch- und finnischsprachigen überregionalen Medien in Erscheinung. Als Pädagogin und Sprachpflegerin schreibt sie für unterschiedliche Foren, wie der populärwissenschaftlichen Zeitschrift Språkbruk des staatlichen „Zentrums für die einheimischen Sprachen“ und in einem Blog von Hufvudstadsbladet, der größten finnlandschwedischen Tageszeitung. Die Zeitschrift Kyrkpressen porträtierte sie als Privatperson.
Granskog ist verheiratet und hat Kinder. Die Familie lebt im Helsingforser Stadtteil Haga (finnisch Haaga). Seit 2022 ist Granskog Mitglied im Gemeinderat der Petrus-Gemeinde, einer der drei schwedischsprachigen Gemeinden in der Hauptstadt.

## Veröffentlichungen (Auswahl)
- Pamela Granskog: När världen inte längre är vanlig. Fontana Media, 2019, ISBN 978-951-550-857-7 (schwedisch).
- Pamela Granskog, Jan Hellgren (Hrsg.): Multilitteracitet. Upptäck och utveckla din kompetens. Utbildningsstyrelsen, Helsingfors 2018, ISBN 978-952-13-6402-0 (schwedisch).